# Per Bakken
Per Bakken (ur. 26 października 1882 r. w Trysil – zm. 1958) – norweski narciarz kombinacji norweskiej i biegacz narciarski uczestniczący w zawodach w latach 1900-1909.
Per Bakken wygrał zawody w kombinacji norweskiej i bieg na 50 km podczas Holmenkollen ski festival w 1904. Za te zwycięstwa zdobył medal Holmenkollen w 1907.